# Mount Tolley
Mount Tolley ist ein 1029 m hoher Berg im westantarktischen Marie-Byrd-Land. In den Allegheny Mountains der Ford Ranges ragt er 3 km südlich des Mount Swartley  auf.
Entdeckt wurde er bei Überflügen durch Teilnehmer der United States Antarctic Service Expedition (1939–1941). Namensgeber ist William P. Tolley (1900–1996), Präsident des Allegheny College in Meadville, Pennsylvania, Alma Mater des US-amerikanischen Antarktisforschers Paul Siple, dem Leiter der West Base bei dieser Forschungsreise.